# Microdisney
Microdisney est un groupe de rock irlandais, originaire de Cork. Il est formé en 1980, et centré autour du chanteur Cathal Coughlan et du guitariste Sean O'Hagan. Ils entament leur carrière en sortant une série de singles à la sonorité chaotique et provocateurs, notamment We Hate You South African Bastards!, grâce auquel il est repéré par le célèbre label londonien Rough Trade Records. Plus tard le groupe s'oriente vers une musique plus proche du soft rock, notamment influencée par The Beach Boys.
Après la séparation de Microdisney en 1988, Coughlan fondera The Fatima Mansions, O'Hagan lançant The High Llamas.

## Biographie
Microdisney commencent à enregistrer dans leur ville natale de Cork, en Irlande. À leurs débuts, ils sont principalement orienté punk rock. Leurs quelques premiers singles, comme Pink Skinned Man, est publié au label indépendant Kabuki Records (label qui verra passer notamment Roger Doyle, Kissed Air and Five Go Down to the Sea). À cette période, ils enregistrent le National Anthem chez Reekus Records (publiée sur l'EP Kaught at the Kampus EP). Le groupe se fait remarquer par Rough Trade Records, grâce au single We Hate You South African Bastards! (« On vous déteste, connards de Sud-Africains »). Le groupe se délocalise à Cricklewood (Londres), et signe chez Rough Trade, s'associant avec John Porter (The Smiths) à la production de certaines chansons de leur premier album studio, Everybody is Fantastic. L'album comprend leurs premiers travaux de session de 1983 et quelques nouvelles chansons (Dolly, Escalator in the Rain, Sun).
Peu après, le bassiste Jon Fell et le batteur Tom Fenner sont recrutés. Leur dernier album chez Rough Trade s'intitule The Clock Comes Down the Stairs (1995), qu iatteint la première place de l'UK Indie Chart. L'album comprend la chanson Goodbye It's 1987. Leur chanson Town to Town est la seule à atteindre le top 40 irlandais. Il atteint la 30e place en Irlande, et la 55e au Royaume-Uni.
Après la séparation de Microdisney en 1988, Coughlan fondera The Fatima Mansions et enregistrera l'album Against Nature. O'Hagan, lui, lancera The High Llamas et s'associera avec Stereolab. Trois autres compilations inédites sont publiées - Big Sleeping House, Peel Sessions (de leurs sessions avec John Peel en 1983), et Daunt Square to Elsewhere, une compilation deux disques.
Entre 2013 et 2014, The Clock Comes Down the Stairs, Love Your Enemies et Everybody is Fantastic sont réédités par Cherry Red Records.

## Membres
- Cathal Coughlan - chant
- Sean O'Hagan - guitare
- Jon Fell - basse
- Tom Fenner - batterie

## Discographie

### Albums studio
- 1984 : Everybody Is Fantastic (1984) (Rough Trade ; réédité en 1996 par Rev-Ola avec des bonus)
- 1984 : We Hate You South African Bastards! (Rough Trade)
- 1985 : The Clock Comes Down The Stairs (Rough Trade)
- 1987 : Crooked Mile (Virgin Records)
- 1988 : 39 Minutes (Virgin Records)
- 1995 : Big Sleeping House (Virgin Vault)
- 1996 : Love Your Enemies (1996) Rev-Ola
- 2007 : Daunt Square to Elsewhere: 1982-1988 (Castle)

### Singles et EP
- 1982 : Hello Rascals (Kabuki)
- 1983 : Pink Skinned Man (Kabuki)
- 1984 : Dolly (Rough Trade)
- 1985 : In the World (EP)
- 1985 : Birthday Girl (Rough Trade)
- 1987 : Town to Town (Virgin[5])
- 1987 : Singer's Hampstead Home (Virgin Records)
- 1988 : Gale Force Wind (Virgin Records)[5]

### Autre
- 1989 : The Peel Sessions Album (Strange Fruit)